# Utricularia spruceana
Utricularia spruceana är en tätörtsväxtart som beskrevs av George Bentham och Oliver. Utricularia spruceana ingår i släktet bläddror, och familjen tätörtsväxter. Inga underarter finns listade i Catalogue of Life.